# Serge Gruzinski
 Serge Gruzinski (Tourcoing, 5 de novembro de 1949) é um historiador francês especializado em questões latino-americanas.

## Biografia
Historiador francês pertencente à história das mentalidades É arquivista, paleógrafo e doutor em História. Realiza estudos sobre a imagem mestiça e o ingresso na modernidade do México. Nos últimos anos, realiza pesquisas sobre o Brasil e o Império Português.

Formou-se paleógrafo pela École Nationale des Chartes. Exerce a função de professor na École des hautes études en sciences sociales e atua como diretor de pesquisas do Centre Nacional de la Recherche Cientifique (CNRS).

## Pensamento
O autor investiga a complexidade do contato entre a cultura europeia imposta aos povos do Novo Mundo, evitando o esquematismo do tipo apogeu e gloria da cultura pré-colombiana e seu declínio. Estuda as múltiplas variáveis não consideradas na abordagem tradicional e critica o estruturalismo por privilegiar uma abordagem teórico-metodológica de grande escala que privilegia um todo coerente, mas que esquece detalhes, complexidades e relações que surgem de analises mais profundas.
O objetivo de sua obra é explicar como se deu essa miscigenação cultural, como ela foi trabalhada pelas elites e pelo povo, o quanto de nativo e como foi preservado e como as categorias  europeias foram assimiladas.
Nos últimos anos, realiza pesquisas sobre o Brasil e o Império português.  Atualmente atua como diretor de pesquisa no "Centro Nacional de Investigación Científica" (CNRS), dirige a "Unidad Mixta de Investigación Empires, Sociétés, Nations", renova anualmente, em Paris, seu seminário "Cultures et sociétés de l’Amérique coloniale, XVIe – XIXe siècle" e é diretor de teses doutorais na "Escola de Altos Estudos em Ciências Sociais" ("Ecole des Hautes Etudes en Sciences Sociales).

## Obras
- La colonización de lo imaginario. Sociedades indígenas y occidentalización en el México Español S.XVI-XVIII. Fondo de Cultura Económica, México D.F., 1991.
- El águila y la sibila. Frescos indios de México.
- Los mexicas. Auge y caída de un imperio
- La Ciudad de México. Una historia.
- Entre dos mundos: fronteras culturales y agentes mediadores.
- La guerra de las imágenes, de Cristóbal Colón a "Blade Runner" (1492-2019)
- La mente mestiza: las dinámicas intelectuales de la globalización y la colonización.
- As quatro partes do mundo: história de uma mundialização.
- Que horas são...Lá, no outro lado?: América e Islã no limiar da Época Moderna.
- A Águia e o Dragão: Ambições europeias e mundialização no século XVI.